# Södermanlands runinskrifter 263
Runinskrift Sö 263 är en sen länge försvunnen runsten som stått i Broby utmed Husbyån i Österhaninge socken och Haninge kommun på Södertörn. Stenen står med i prosten Andreas Arvidis rapport om socknens fornlämningar 1668 och Petrus Helgonius tecknade av den 1686. Enligt hans teckning var stenen ornerad med en enkel ormslinga och ett kristet kors. Runstenen står också omnämnd i prosten Carl Wallins förteckning från 1799. Därefter har den varit spårlöst försvunnen. 

## Inskriften
Translitterering av runraden:
[kulauk + auk koþlauk · raistu · stain · at · auit · faþur s-n +]
Normalisering till runsvenska:
Gullaug ok Guðlaug ræistu stæin at Øyvind, faður s[i]nn.
Översättning till nusvenska:
Gunnlög och Gudlög reste stenen efter Öjvind, sin fader.